# Graveron
Der Graveron ist ein kleiner Fluss in Frankreich, der im Département Allier in der Region Auvergne-Rhône-Alpes verläuft. Sie entspringt im Gemeindegebiet von Bert, entwässert generell Richtung Nordnordwest und mündet nach rund 15 Kilometern an der Gemeindegrenze von Châtelperron und Vaumas als rechter Nebenfluss in die Besbre.

## Orte am Fluss
(Reihenfolge in Fließrichtung)
- Les Roches, Gemeinde Bert
- Les Hormais, Gemeinde Sorbier
- La Crotte, Gemeinde Sorbier
- Le Tureau Jacques, Gemeinde Châtelperron
- Les Dezards, Gemeinde Châtelperron
- Les Jeandurets, Gemeinde Vaumas

## Sehenswürdigkeiten
- Château de Châtelperron, Burg aus dem 15. Jahrhundert am Flussufer bei Châtelperron – Monument historique[4]
- Grotte des Fées, Prähistorische Höhlen am Flussufer bei Châtelperron – Monument historique[5]